# Ян Кошка
Проф. дфн Ян Кошка (на словашки: Ján Koška) (р. 1 декември 1936 г., Будина, Словакия – п. 11 май 2006 г., Братислава, Словакия) е словашки българист, литературен историк, преводач от руски и български на словашки. 

## Биография
Ян Кошка е завършва Братиславския университет „Ян Амос Коменски“ (1960). Специализира българска литература в Софийския университет „Св. Климент Охридски“ (1958 – 1959). Работи като редактор в сп. „Смена“, в Литературния институт на Словашката академия на науките (САН) в Братислава и като хоноруван преподавател в Братиславския университет. До смъртта си е директор на Института за световна литература на САН.
Основната тема на научните му занимания са българо-словашките литературни отношения и рецепцията на българската литература в Словакия. На тези въпроси е посветена и последната му книга „Рецепцията като творчество“ (2003).
Ян Кошка е преводач на текстове на Христо Ботев, Иван Вазов, Пейо Яворов, Атанас Далчев, Йордан Радичков, Валери Петров, Иван Радоев и др. Той е преводач на словашки и на най-българския химн – „Върви, народе възродени“. 
Ян Кошка е автор и на собствена поезия, която публикува и под псевдонима Ivan Chyžný. 

## Награди
Ян Кошка е носител на орден „Стара планина“ (15 август 2000).
За своите заслуги към българската култура е удостоен със званието почетен доктор на Софийския университет (декември 1996). 

### Литературознание
- Bulharská básnická moderna (1972)
- Slovenské literárne pohľady na bulharský juh 1867 – 1878 (1978)
- Slovensko-bulharské literárne vzťahy 1826 – 1918 (1985)
- Recepcia ako tvorba (2003)

### Художествени творби
- Slnečná Marica (1961)
- Snívanie o zbraniach (1967)
- Oheň s bukmi (1970)
- Prírodniny (1972)
- Účasť (1973)
- Chvíľa Slnka (1976)
- Verše proti smrti (1980)
- Nepokojné leto (1983)
- Väzeň č. 8085 (1983)
- Letopočet (1987)

### Преводи
- Verše o prekrásnej dáme (1972, избрани стихове на Александър Блок)
- A rukou ukážeme na Slnko (1977, избрани стихове на Велимир Хлебников)

### На български
- Да си поемеш дъх. Стихове. Превод от словашки Димитър Стефанов. София: Хайни, 2006, 107 с. ISBN 978-954-9835-59-5

## За него
- Najväčšmi znejú tichá. Ján Koška 1936 – 2006 (2011, Bratislava-Sofia; автори: Христина Балабанова, Мария Баторова, Иван Доровски, Игор Хохел, Ян Янкович, Хана Кошкова, Мария Куса, Иво Поспишил, Виера Прокешова, Димитър Стефанов и Милан Житни)